# Rafael Durancamps
Rafael Durancamps i Folguera (Sabadell, 29 de marzo de 1891 - Barcelona, 4 de enero de 1979) fue un pintor español.

## Biografía
Aprendió el oficio bajo las órdenes de Joan Vila Cinca y la influencia de Joaquín Mir, con quien mantuvo amistad desde joven. Visitó diversos museos para impregnarse de la técnica de los grandes maestros como Velázquez o El Greco. En los primeros años su obra muestra un colorismo donde se notan las influencias de su maestros. Durante esos años firma las obras como R.Durán i Camps.
Expuso por vez primera en 1915 a la Academia de Bellas Artes de Sabadell, en el marco de una exposición colectiva. Su primera exposición destacada fue dos años más tarde, en las Galerías Layetanas. En 1926 marchó a vivir a París, donde crea su propio estilo, destacando las naturalezas muertas y los paisajes. Durante su estancia en París abrió una galería de arte, conocida con el nombre de «La Fenêtre Ouverte». En esta sala expusieron su obra artistas como Dalí, Cézanne, André Derain, Raoul Dufy, Joan Miró o Picasso. Gracias a la galería, Durancamps entró en contacto con la alta sociedad parisina. 
De vuelta, aunque temporalmente, en Sabadell, recibió el encargo de pintar unos murales para el museo al aire libre del Pueblo español de Barcelona, con motivo de la Exposición Universal de 1929. Desde 1932 expuso anualmente en la Sala Parés, aunque mantuvo su residencia habitual en París hasta finales de 1939, momento en el que regresó a España al iniciarse la Segunda Guerra Mundial. Se estableció en Barcelona, pero residió temporadas en Sitges y Cadaqués, entre otras localidades catalanas, y expuso en Barcelona y Madrid, donde aprovechaba para visitar frecuentemente el Museo del Prado. Fue en Madrid donde pronunció la conferencia «Lacras de la Pintura Actual», de la que se publicó un libro de referencia en su época, y donde se mostraba muy crítico con el arte de vanguardia y todos los ismos que apellidaron el arte del siglo XX. Su obra se puede contemplar en el Museo Nacional de Arte de Cataluña, además de otros museos y colecciones en diversos países.

## Premios y reconocimientos
- 1924 - Premio de honor en el Premio de pintura Masriera[4]
- 1959 - Medalla de Plata de la ciudad de Sabadell.